# Rio Pelotinhas
O rio Pelotinhas é um curso de água localizado  no estado de Santa Catarina. 
Pertence à bacia hidrográfica do rio Uruguai. Nasce na serra da Farofa no município de Painel a aproximadamente 1400m de altitude. Corre em direção ao rio Pelotas em sentido sudoeste por 122Km passando pelos campos de cima da serra catarinense. 
No curso inferior do rio, existem numerosas corredeiras, onde o rio apresenta declínio da altitude dos campos da serra para atingir a foz. Esse trecho é predominado pela vegetação de mata Atlântica nas margens e a medida em a mata se afasta das margens, a mata diminui dando lugar a araucárias. Nesse trecho de 40 km aproximadamente estão sendo construídas duas pequenas centrais hidrelétricas (PCH): a Rincão e a Penteado. Mais duas PCH estão projetadas, ambas no curso inferior do rio.
É um dos pricipais afluentes do rio Pelotas junto com o rio Vacas Gordas e o rio Lava-Tudo, todos pela margem catarinense. 